# Episcopal / Anglican Province of Alexandria
Die Episcopal / Anglican Province of Alexandria ist eine Mitgliedskirche der Anglikanischen Gemeinschaft. An ihrer Spitze steht als Primas der Erzbischof von Alexandria.

## Geschichte
Am 29. Juni 2020 wurde die Diözese Ägypten mit Nordafrika und dem Horn von Afrika der Episkopalkirche von Jerusalem und dem Nahen Osten, die außer Ägypten auch Algerien, Tunesien, Libyen, Äthiopien, Somalia, Eritrea und Dschibuti umfasste, als Episcopal / Anglican Province of Alexandria zu einer eigenständigen Provinz der Anglikanischen Gemeinschaft erhoben.

## Gliederung

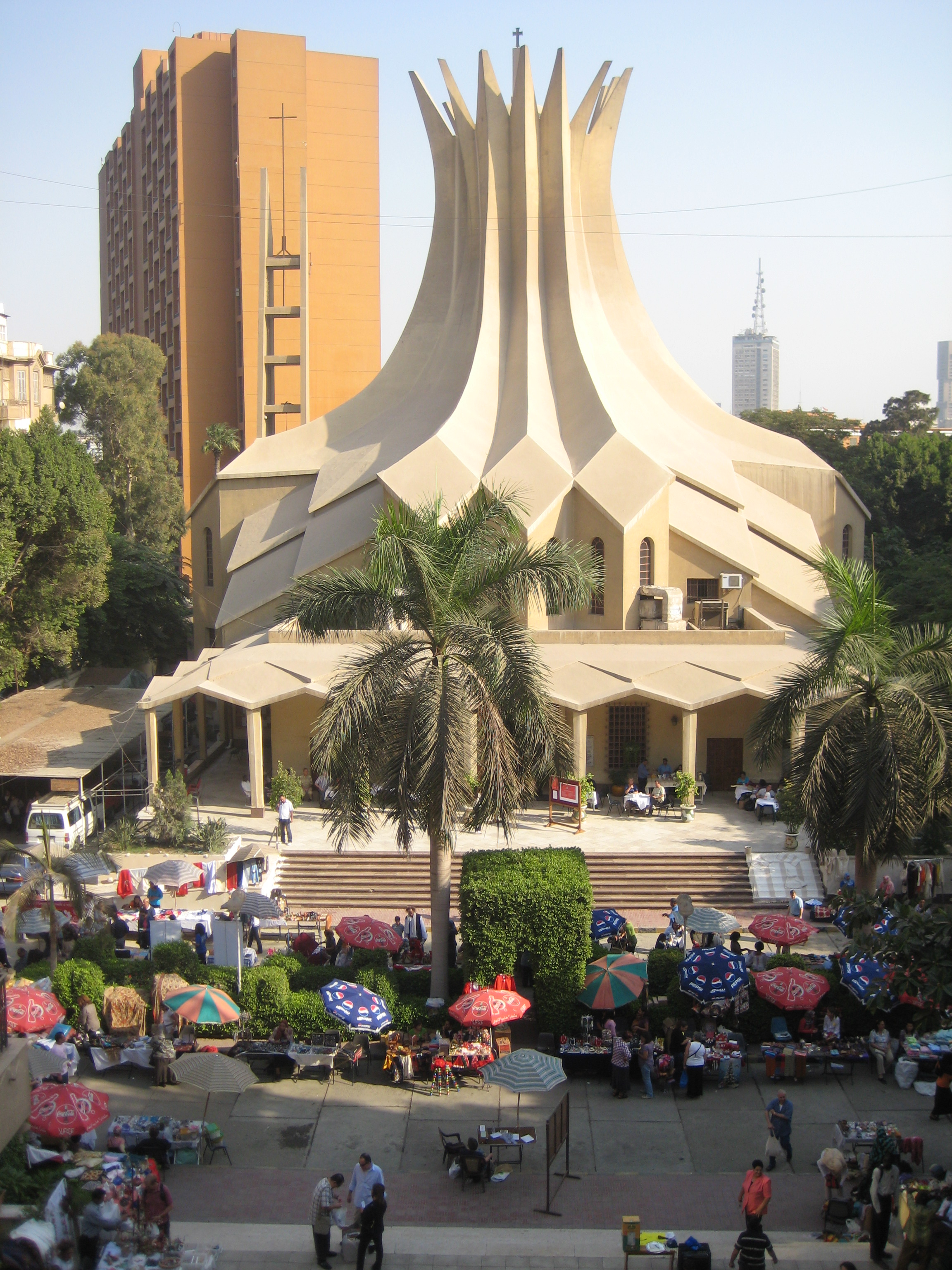
All Saints’ Cathedral der Diözese Ägypten in Kairo

Die Provinz umfasst vier Diözesen in acht Ländern:
| Diözese         | Staat                               | Bischof                |
| --------------- | ----------------------------------- | ---------------------- |
| Ägypten         | Ägypten                             | Samy Fawzy             |
| Gambella        | Äthiopien, Gambela                  | Jeremiah Paul          |
| Horn von Afrika | Äthiopien Dschibuti Eritrea Somalia | Martin Reakes-Williams |
| Nordafrika      | Algerien Libyen Tunesien            | Anthony Ball           |

## Primas und Erzbischof von Alexandria

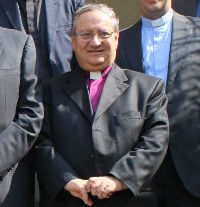
Mouneer Hanna Anis, der erste Erzbischof von Alexandria

- 2020–2021 Mouneer Hanna Anis (Bischof von Ägypten)
- seit 2021 Samy Fawzy (Bischof von Ägypten)